# Friedrich Schlögl
Friedrich Schlögl (Erfurt, 7 de abril de 1917 — Aachen, 8 de maio de 2011) foi um físico alemão, professor de física teórica da RWTH Aachen.

## Vida e obra
Obteve um doutorado na Universidade de Göttingen em 1947, orientado por Siegfried Flügge, com a tese Berechnung einiger Wirkungsquerschnitte am Beryllium, com habilitação em 1953 na Universidade de Colônia, com o tema Die lokalen Symmetriekräfte im Kern und ihre Ableitung aus der Zwei-Nukleonenkraft). Em 30 de abril de 1960 foi professor extraordinário de estrutura da matéria na RWTH Aachen, tornando-se em 2 de outubro de 1961 professor ordinário de física teórica. Em 1 de agosto de 1982 tornou-se professor emérito.

## Publicações selecionadas
- F. Schlögl, Chemical reaction models for nonequilibrium phase-transitions, Z. Physik 253, 147 (1972)
- F. Schlögl, Probability and heat: fundamentals of thermostatistics, Vieweg-Verlag, 1989